# イスパノ・スイザ

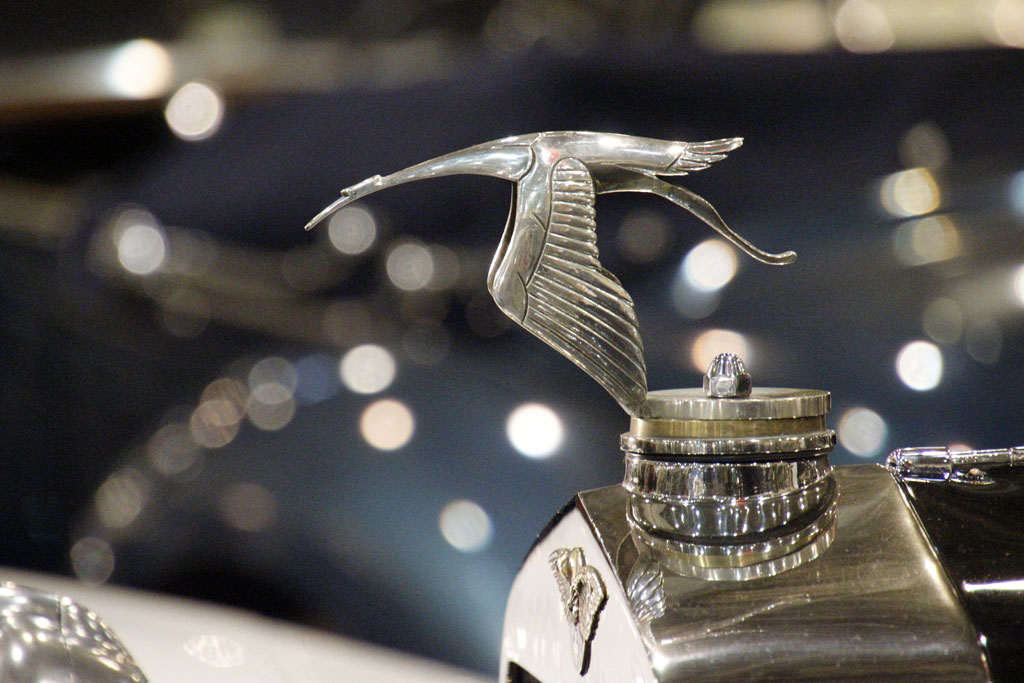
エンブレム

イスパノ・スイザ（Hispano-Suiza ）はスペインで創業された国際企業で、スペインおよびフランスで高級自動車や航空エンジンの設計と生産を手がけ、関連して兵器も開発した。現在はフランスのサフラングループの傘下に入っている。
“イスパノ・スイザ(Hispano-Suiza)”とは「スペインとスイスの」という意味で、創設時の経営者がスペイン人、チーフエンジニアがスイス人であったことからの命名である。
なお、スペイン語およびフランス語では語頭の「H」を発音しないため、"Hispano"は日本語で“イスパノ”と発音/表記されるのが原音に忠実であるが、英語での発音に基づいて“ヒスパノ”と発音/表記されている例も多い。

## 歴史
1898年にスペイン軍の砲兵指揮官であったエミリオ・デ・ラ・クアドラ（Emilio de la Cuadra ）は、バルセロナで電気自動車会社の「ラ・クアドラ」を設立した。デ・ラ・クアドラはパリの街でスイスの技術者マルク・ビルキヒト(Marc Birkigt)と出会い、彼の才能を買って雇用した。
1902年に会社のオーナーはホセ・マリア・フェルナンデス・カストロに変わり、社名も「スペイン・スイス自動車工場」を意味する「ファブリカ・イスパノ・スイザ・デ・オートモービル (Fábrica Hispano-Suiza de Automóviles)」となったが、翌年に倒産した。
1904年、再びカストロの下で「ラ・イスパノ・スイザ・ファブリカ・デ・オートモービル  (La Hispano-Suiza de Automóviles Fábrica )」 が再建され、翌年に4台のエンジンが販売された。再建した会社は乗用車、トラックを大量生産し、この他に職人による手作業でレーシングカーや高級車を少数製造した。カストロは高級車の市場はスペインよりもフランスの方が非常に大きいことを確認し、第一次世界大戦前の1911年にはフランスに現地法人として「Hispano France」を設立、パリ郊外のルヴァロワ＝ペレ（Levallois-Perret）に工場を建設した。1914年には、ボワ＝コロンブ(Bois-Colombes)へより大きな工場を建設して移転し、「イスパノ・スイザ」の名で販売を始めた。
イスパノ・スイザは高級車ブランドとして大きな成功を収めたほか、第一次世界大戦により航空機の需要が激増したため、航空エンジンの製造会社としても成功した。イスパノ・スイザではチーフエンジニアのビルキヒトに加えて同じくスイス人の航空エンジニア、ルイ・マシュジェ(Louis Massuger)を迎え入れ、従来は鋼鉄の削り出しでブロックごとに製造した部品をボルト留めすることで組み立てられていた航空エンジンを、鋳造したアルミニウムで一体成形したものにスチールプレスで製造した部品を組み合わせることで大幅に軽量化することに成功し、構造が単純で軽量、かつ耐久性の高いものを生産することが可能になった。これにより、イスパノ・スイザ社は一躍航空用エンジンの最大手に登ることになる。航空用エンジンの開発で培われた技術はエンジンを始めとした自動車部品にも応用され、イスパノ・スイザの所得した特許はロールスロイスを始めとして欧米各国の自動車・航空機関連会社に採用され、莫大な利益をもたらすことになった。
1930年代にはスイスのエリコン社と互いの特許を交換する形で航空機関砲の技術を入手し、自社のエンジンと組み合わせた“モーターカノン”（エンジンを機関砲の銃架として利用する方式）を発明、このために開発したものを発展させたイスパノ・スイザ HS.404機関砲はフランスの他アメリカやイギリスでも生産され、世界各国で用いられる国際的ベストセラーとなった。
以後、イスパノ・スイザは主にスペインでトラックなどの実用自動車を、フランスで高級車と航空用エンジン、そして航空機関砲を製造し、いずれも欧州の業界で最大手の位置に立っていた。第二共和政を経てスペイン内戦後はスペインの代表的な自動車メーカーとなる。
第二次世界大戦に際し、スペインは直接の戦火を受けなかったため、会社自体は大きな損害を受けなかったが、開戦前にフランスが工業の再編と国有化の推進を図ったため、1937年にはフランスの工場を半ば強制的に買収されてしまい、Hispano Franceは「La Société d'exploitation des matériels」と改名された。更にその後のドイツによる占領で事業展開に大きな影響を受けることになった。
スペイン自体はドイツの友好国ながら消極的中立の立場を取って枢軸国には参加しなかった（ただし、参戦と取られない範囲ではドイツに協力していた）ため、連合国の侵攻や進駐を受けることはなかったが、中立国として戦時景気の恩恵に預かることもなく、ドイツの友好国であったことの責任を問われて戦後しばらく国連には加盟できず、ファシズム国家として国際貿易の制限を課せられたため、スペインの経済、とくに工業は大きく衰退した。これはイスパノ・スイザの経営に深刻な影響を与えたうえ、戦後は戦災による欧州地域全体の景気の落ち込みによって高級車の市場が冷え込み、戦時大量生産されたアメリカ製のトラックが格安で放出されたため、自動車製造会社としての市場を失うことになった。自動車事業は継続の危機に陥り、バルセロナの工場は第二次世界大戦後の1946年まで操業されたものの、同年に自動車事業はENASA社に売却された。
航空用エンジンの製造会社としても、戦後のジェット化の流れに取り残され、“航空用エンジンの代表的メーカー”の地位から転落した。1940年代後半から1950年代にかけ、事実上の接収から復活したフランスの工場を中心に航空業界への再参入が図られ、その後も航空エンジンと機関砲を中心に操業を続けたが、航空事業部が1968年にフランスのスネクマ（現在のサフラン）によって買収されてイスパノ・スイザの社名は消滅し、以後はスネクマの一部として現在に至る。
なお、スペインにはタタ・イスパノという自動車車体製造会社（バス車体メーカー）が存在するが、これはイタリア資本で創業された自動車メーカーが1980年代にイスパノ・カロセーラS.A.Lという社名になり、2005年にインドのタタ・モーターズによって子会社化されたもので、“イスパノ”の名も元々の「スペインの」という意味で共通しているだけで、会社の歴史や資本関係に関連はない。

## 自動車
- 10HP (1904)
- 14HP（ドイツ語版） (1904-1907)
- 20HP（ドイツ語版） (1904-1907)
- 14CV (1905)
- 40HP（ドイツ語版） (1906-1907)
- 60-75HP（ドイツ語版） (1907-1908)
- 12-15HP（ドイツ語版） (1908-1910)
- 20-30HP（ドイツ語版） (1908-1910)
- 40-50HP（ドイツ語版） (1908-1910)
- 30-40HP (1908)（ドイツ語版） (1908)
- 15-45HP（ドイツ語版） (1909-1910)
- 35 Cr（ドイツ語版） (1909-1912)
- 15-20HP（ドイツ語版） (1910-1915)
- 30-40HP（ドイツ語版） (1911-1915)
- Alfonso XIII (1912)
- T21（ドイツ語版） (1913-1914)
- T22（ドイツ語版） (1913-1914)
- T23（ドイツ語版） (1913-1914)
- T24（ドイツ語版） (1914-1922)
- T26（ドイツ語版） (1914-1915)
- 8CV (1914)
- T30 (1915-1924)
- 16HP（ドイツ語版） (1915-1925)
- 32HP (1916)
- 30HP（ドイツ語版） (1917-1924)
- H6（英語版、ドイツ語版） (1919-1933)
- L6 (1624)
- H6C（英語版、ドイツ語版） (1924-1929)
- T48（ドイツ語版） (1924-1933)
- T49（ドイツ語版） (1924-1930)
- T56 (1928-1936)
- T64（ドイツ語版） (1929-1933)
- J12（英語版、フランス語版） (1931-1938)
- T60（ドイツ語版） (1932-1943)
- T70（ドイツ語版） (1934)
- K6（フランス語版） (1934-1937)
- H6B（英語版） (1938)
- HS21 (2000)
- K8 (2001)
- HS21 GTS（ポーランド語版） (2002)
- Maguari HS1 GTC（英語版、ポーランド語版） (2019)
- Carmen（英語版、ポーランド語版） (2020)
- Carmen Boulogne（英語版、ポーランド語版） (2021)

## 航空機
- Barrón (1919)
- E-30（英語版、フランス語版） (1930)
- E-34（英語版） (1935)
- HS-42 (1942)
- HA-100 (1954)
- HA-1112
- HA-200 (1955)

## 航空エンジン
- 6M
- 6P
- 8A（英語版）
- 8Aa
- 8Ab
- 8B（英語版）
- 8E
- 8F（英語版）
- 9Q（英語版）
- 9T
- 9V（英語版）
- 12B
- 12G
- 12H
- 12J
- 12K
- 12L
- 12M（英語版）
- 12N（英語版、フランス語版）
- 12X（英語版）
- 12Y（英語版）
- 12Z（英語版）
- 14AA（英語版）
- 14AB（英語版）
- 14H
- 18R（英語版、フランス語版）
- 18S（英語版）
- 24Z
- 48H
- R.300
- R.800
- Tay（英語版）
- Verdon（英語版）
- Latécoère-(Hispano-Suiza) 36Y

## その他兵器
- Hs.404 20mm機関砲
- バジェステル＝モリナ（イスパノ＝アルゼンチン製）
- ラングHS.30歩兵戦闘車
- MC-36　(1905)

## ギャラリー

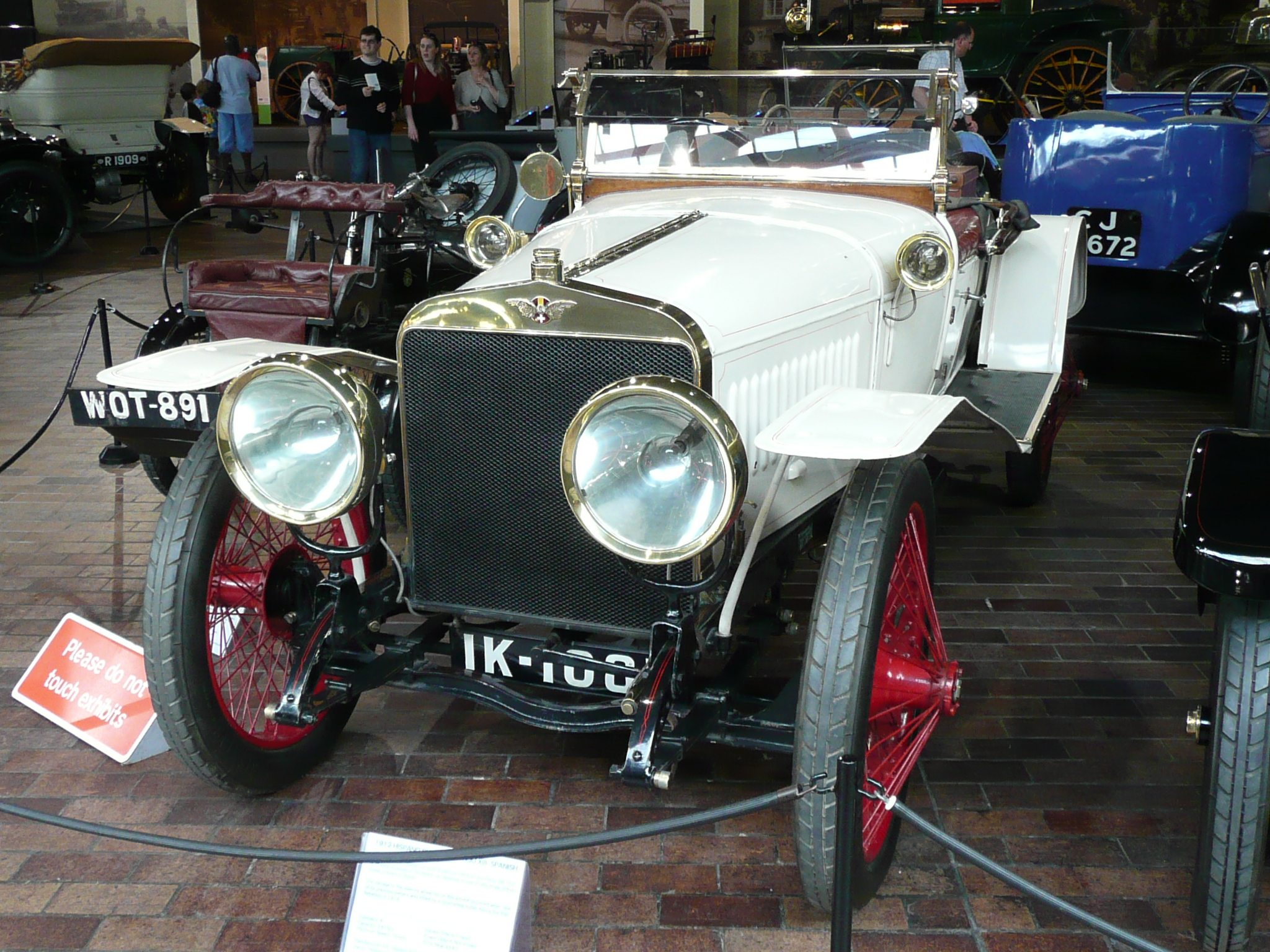
1912 イスパノ・スイザ Alfonso XIII (Spain)
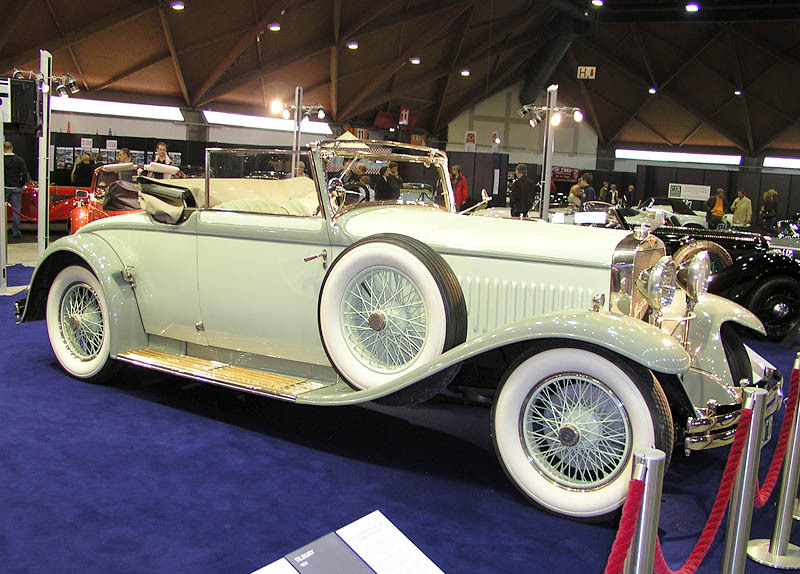
1929 イスパノ・スイザ T49（スペイン）
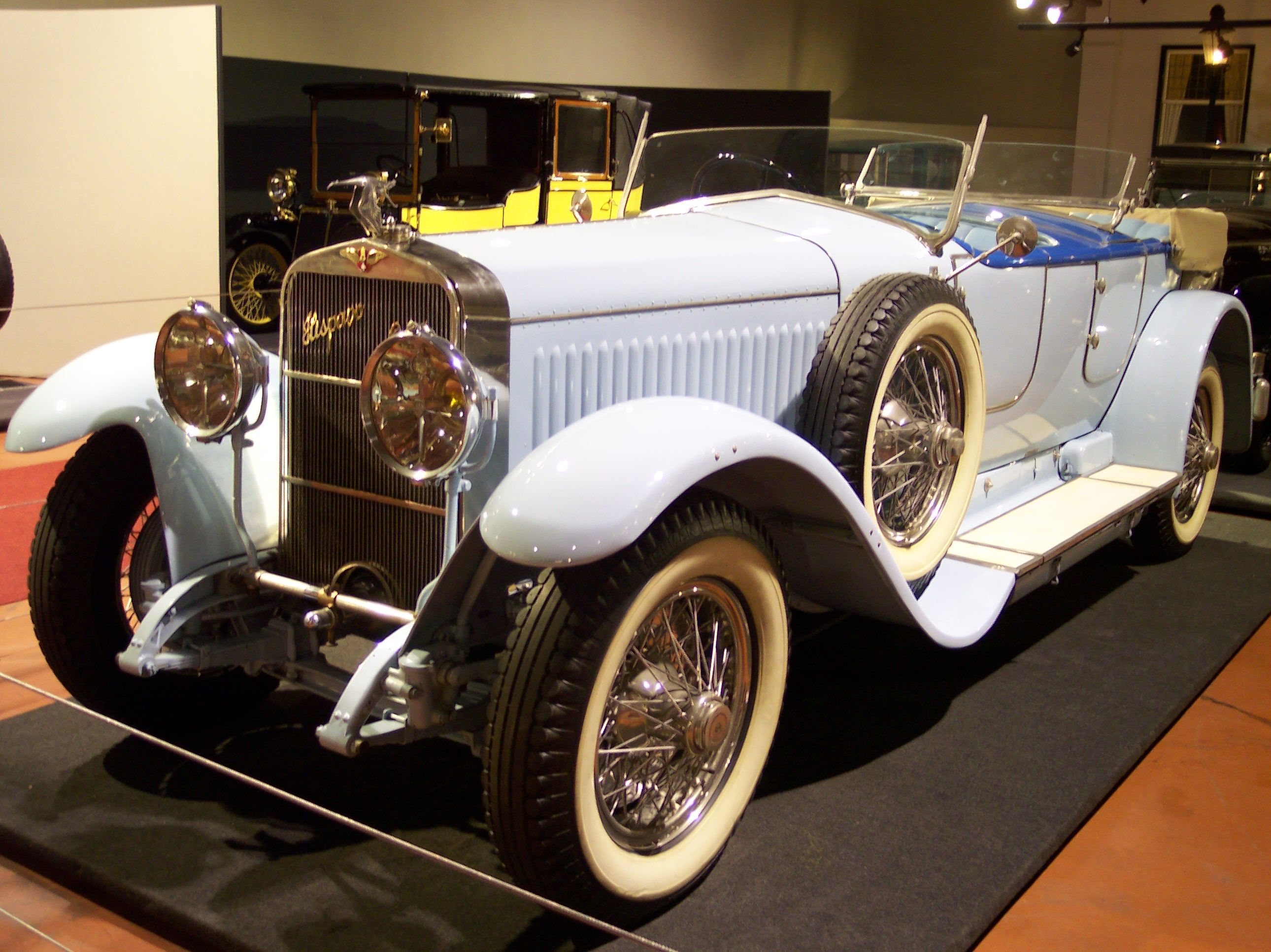
1934 イスパノ・スイザ H6B Million-Guiet Dual-Cowl Phæton（フランス）
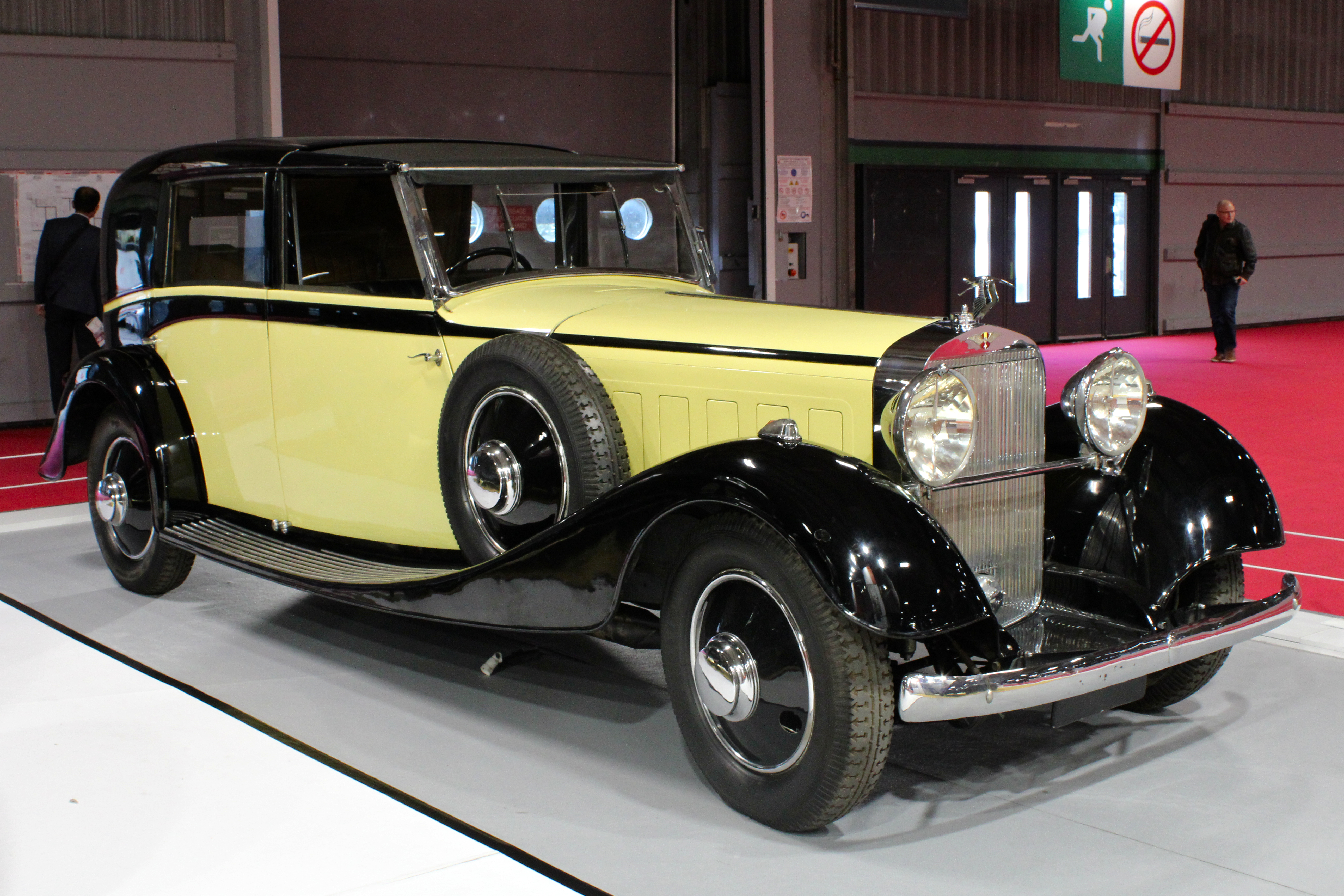
イスパノ・スイザ J12（フランス）
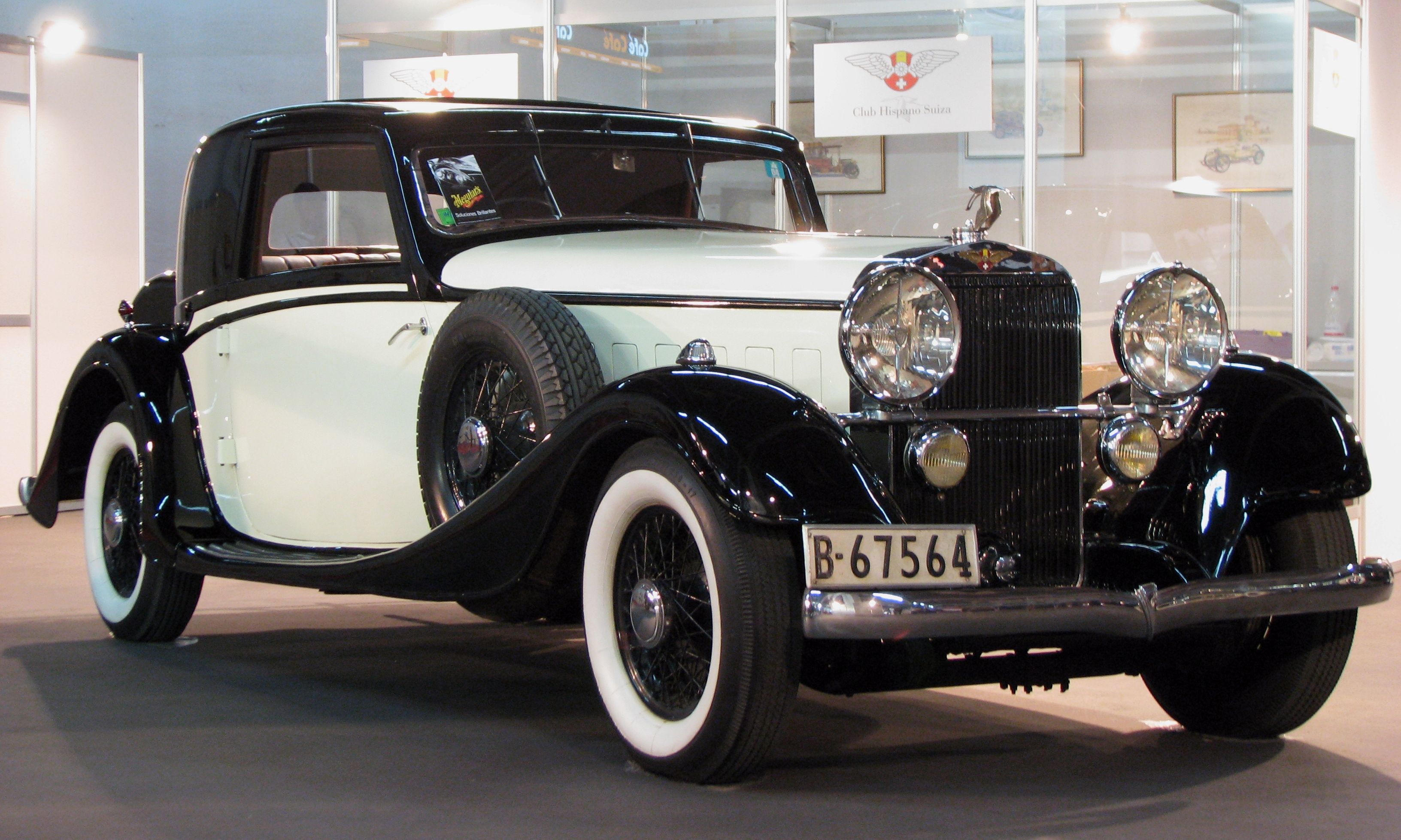
イスパノ・スイザ K6（フランス）
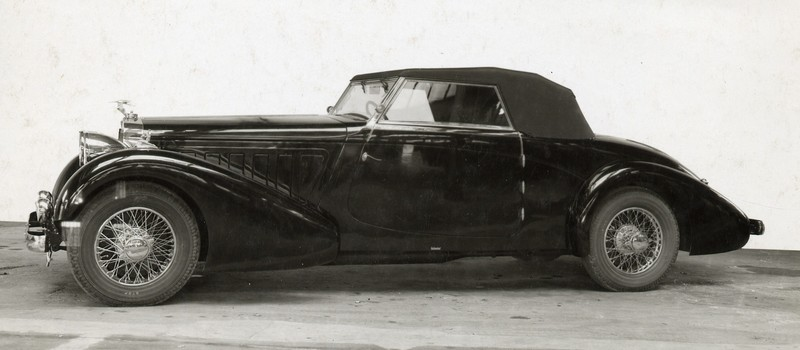
1936 イスパノ・スイザ Pourtout（フランス）

## 著名なオーナー
スペイン生まれの画家パブロ・ピカソはイスパノ・スイザの愛好者であった。自身が所有していたH6Bを私用で運転しクラッシュさせた運転手には「このクルマ以外に乗るつもりはない。だから運転手も今日で必要がなくなった」と事実上の解雇を言い渡した。
また日本では華族の鍋島直泰がボディのない状態で日本に輸入したK6を日本人職人の手で架装を行い、その後1981年に死亡するまで生涯乗り続けていた。現在この個体はトヨタ博物館で展示されている。